# ديمون يونغ (كاتب)
ديمون يونغ (بالإنجليزية: Damon Young)‏ هو كاتب أمريكي، ولد في 1979.